# Az Egyesült Királyság zászlaja

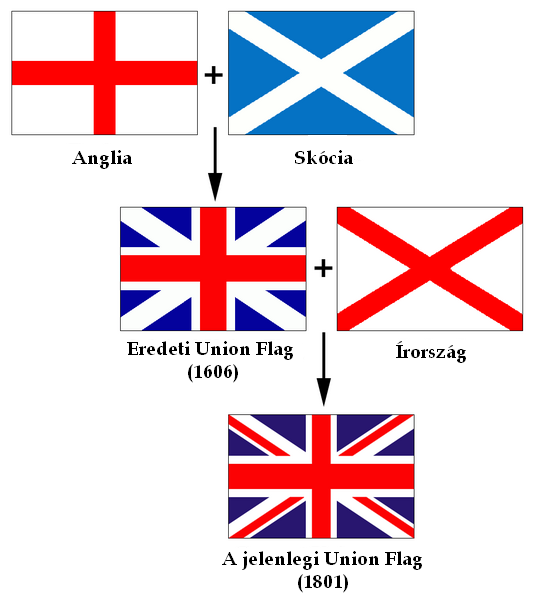
A lobogó kialakulása

hadilobogó

Az Egyesült Királyság zászlaja egy végleges formáját 1801-ben elérő lobogó, amely feltehetőleg a világ legismertebb zászlói közé tartozik. A lobogó hivatalosan Nagy-Britannia és Észak-Írország Egyesült Királyságának zászlaja, avagy népszerű nevén Union Jack. A lobogó az 1800-ban aláírt brit és ír egyesülési szerződés után jött létre. Az akkori Brit Nemzetközösségben is ez a lobogó volt használatban, ezért több ma már független ország is hivatalos vagy félig-hivatalos lobogójaként használja.
A nemzeti lobogó beceneve, a Union Jack eredete több tőről is fakad. Egyesek szerint azért kapta ezt a becenevet a zászló, mivel az angolban a jack szó kis, hajókra tűzött lobogókat jelent. Ezért sokak szerint csak akkor szabad ezzel a névvel illetni a brit lobogót, amikor azt a szél felkapja. Mások szerint az elnevezés a 17. századból ered. Ekkor VI. Jakab, a skótok királya örökölte az angol trónt I. Jakab néven. Ő volt az az uralkodó, aki először egyesítette a két királyságot egy korona alatt. Jakab adta ki a megbízást az új, közös zászló megalkotására. Az elkészült lobogó egyesítette az addig használatos angol és skót zászlókat. Ezt a különös jelképet a királyság népe először idegenkedve fogadta, majd becenévként az angol egyesülés szót (Union) megtoldották Jakab angol becenevével, a Jack-kel.
A ma használatos brit lobogónak a skót zászló alapját adó kék a háttere, amelyen Írország, Anglia és Skócia keresztjei láthatók. A zászló előterében a nagy piros kereszt Szent Györgynek, Anglia védőszentjének a keresztje. A György-kereszt hátterében a piros ferde kereszt Szent Patrik keresztje, aki az írek védőszentje. A György-kereszt melletti fehér kereszt pedig Szent András keresztje, aki Skócia védőszentje.
A lobogó története egészen 1603-ig nyúlik vissza, amikor Jakab uralma alatt perszonálunióra lépett Anglia és Skócia. Az új uralkodó egyesült királyságainak új jelképet akart, és megbízta az udvari heraldikust, hogy készítse el a két állam közös lobogóját. A zászló tehát Skócia és Anglia lobogóinak egymásra helyezésével született meg, és 1606. április 12-én királyi rendeletben lett hivatalossá téve. A zászló elkészítésének vázlatai mind eltűntek az idők folyamán. A lobogó egységét csak később teremtették meg, 1707-ben. Addig kétféle változatot használtak a Brit-szigeteken. Az egyiket Angliában, ahol a piros kereszt volt előtérben, mint ma is, a másikat viszont Skóciában használták. Ebben az esetben a fehér ferde kereszt volt előtérben. 1707-ben angol hegemóniával megszületett a Nagy-Britanniai Királyság, és ekkor egységesítették a birodalom minden részén a ma is használatos változatot. Az egyesülés más változásokat is hozott, elsősorban a zászló használatában. 1707-ig a lobogót csak tengeren használták, és később csak a királyi flotta büszkélkedhetett vele. Az egyesülést követően már a szárazföldi csapatok is használhatták.
Ekkoriban sem Wales, sem Írország nem képviseltethette magát a lobogón, hiszen mind a két ország az angol korona része volt. Nem tekintették őket Nagy-Britannia létrehozásában alapító államoknak. Ez valamelyest megváltozott 1801-ben, amikor Írország is nagyobb autonómiát kapott a királyságban. Az új hatalom megjelenése a lobogót is megváltoztatta, és a Union Jack elnyerte mai formáját. A Patrik-kereszt szintén az angolok keresztje mögé került, és hogy egyértelművé tegyék: Skócia nagyobb hatalom, mint Írország, a Patrik-kereszt fele akkora, mint az András-kereszt. A zászló azonban sokáig csak a királyság haderejét jelképezte. 1908-ban mondta ki először a brit parlament, hogy a Union Jack az Egyesült Királyság nemzeti lobogója.

## A brit zászlót elemként tartalmazó egyéb zászlók
Több, korábban brit gyarmati ország zászlajának elemeként megmaradt a Union Jack, még függetlenségük kivívása után is. A brit zászló kisebb változatban rendszerint a nemzeti lobogó bal felső sarkában látható. Ma négy független ország nemzeti jelképében található meg a brit lobogó. Ezek: Ausztrália, Fidzsi, Tuvalu és Új-Zéland. A korábbi gyarmati országokban azonban mind a mai napig tucatjával léteznek ilyen lobogók.